# Laguna Heights
Laguna Heights es un lugar designado por el censo ubicado en el condado de Cameron en el estado estadounidense de Texas. En el Censo de 2010 tenía una población de 3.488 habitantes y una densidad poblacional de 2.267,21 personas por km².

## Geografía
Laguna Heights se encuentra ubicado en las coordenadas 26°5′4″N 97°16′4″O / 26.08444, -97.26778. Según la Oficina del Censo de los Estados Unidos, Laguna Heights tiene una superficie total de 1.54 km², de la cual 1.54 km² corresponden a tierra firme y (0%) 0 km² es agua.

## Demografía
Según el censo de 2010, había 3.488 personas residiendo en Laguna Heights. La densidad de población era de 2.267,21 hab./km². De los 3.488 habitantes, Laguna Heights estaba compuesto por el 84.6% blancos, el 0.66% eran afroamericanos, el 0.52% eran amerindios, el 0.14% eran asiáticos, el 0.23% eran isleños del Pacífico, el 12.67% eran de otras razas y el 1.18% pertenecían a dos o más razas. Del total de la población el 86.18% eran hispanos o latinos de cualquier raza.